# Estación Anderson
Anderson es una estación ferroviaria del Ferrocarril Domingo Faustino Sarmiento de la Red Ferroviaria Argentina, en el ramal que une las estaciones de Gorostiaga y ésta.

## Ubicación
Se encuentra en la localidad de Anderson, partido de Alberti, provincia de Buenos Aires, Argentina.

## Servicios
No presta servicios de pasajeros. Sus vías están a cargo de la empresa estatal de cargas Trenes Argentinos Cargas, sin embargo las vías se encuentran sin uso y en estado de abandono.